# نيروان (بشت أربابا)
نيروان (بالفارسية: نیروان) هي قرية تقع في إيران في قسم بشت أربابا الريفي. يقدر عدد سكانها بـ 212 نسمة بحسب إحصاء 2016.